# Lucie Lefèvre
Lucie Lefèvre (* 2. Juli 1983 in Montbéliard) ist eine ehemalige französische Cyclocrossfahrerin. Während des Großteils ihrer sportlichen Karriere war sie mit dem Rennfahrer Steve Chainel verheiratet und daher als Lucie Chainel oder Lucie Chainel-Lefèvre bekannt.

## Sportlicher Werdegang
Lefèvre fing im Alter von 10 Jahren mit dem Radsport an, zunächst im Mountainbike-Bereich, später im Cyclocross, wo sie auch ihren späteren Mann kennenlernte. International trat sie zunächst nur selten in Erscheinung, 2007 fuhr sie erstmals ein Weltcup-Rennen beim GP Nommay, und erst 2009/2010, nach der Geburt ihres ersten Kindes, eine ausgedehnte Cyclocross-Saison. Diese schloss sie mit einem zehnten Platz bei den Weltmeisterschaften ab. Die folgende Saison setzte sie wegen ihrer zweiten Schwangerschaft wiederum aus.
Nach ihrer Rückkehr in den Leistungssport gehörte sie mehrere Jahre zur Weltspitze: Von 2012 bis 2015 war sie jeweils unter den besten Zehn bei den Weltmeisterschaften; ihre bedeutendsten Resultate waren die Bronzemedaille bei den Weltmeisterschaften 2013 sowie zwei Medaillen bei Europameisterschaften. Im Weltcup kam sie einmal auf einen Podiumsplatz (Namur 2011), über 20 weitere Male war sie unter den besten Zehn. Sie erzielte 17 Siege im internationalen Kalender, die meisten in Frankreich, wo sie 2012 und 2013 jeweils Landesmeisterin war sowie 2013 und 2017 die nationale Rennserie Coupe de France gewann. Ende 2017, nach der Trennung von ihrem Mann und einer schwierigen Saison, erklärte sie ihren Rücktritt vom Leistungssport.

## Erfolge
2011/2012
 Europameisterschaften
 Französische Meisterin
2012/2013
 Weltmeisterschaften
 Französische Meisterin
2013/2014
 Europameisterschaften